# 118 (număr)
118 (o sută optsprezece) este numărul natural care urmează după 117 și precede pe 119.

## În matematică
- Este un număr compus, având divizorii 1, 2, 59, 118.
- Este un număr semiprim.[2][3]
- Este un număr Erdős-Woods[4][5]
- Este un număr nontotient, deoarece nu există nicio soluție pentru ecuația Euler φ(x) = 118.[6]
- Este cel mai mic număr n pentru care șirul n, n + 1, ... 4n/3 conține cel puțin un prim din fiecare dintre aceste forme: 4x + 1, 4x - 1, 6x + 1 și 6x - 1.
- Există patru metode de a exprima numărul 118 ca suma a trei numere întregi. Interesant este că exact aceleași numere, dar înmulțite, dau tot un singur număr, 37800:

14 + 50 + 54 = 15 + 40 + 63 = 18 + 30 + 70 = 21 + 25 + 72 = 118 și
14 × 50 × 54 = 15 × 40 × 63 = 18 × 30 × 70 = 21 × 25 × 72 = 37800.
118 este cel mai mic număr care poate fi exprimat ca patru sume ale unor numere care dau un număr identic și prin înmulțire.

## În știință
- Este numărul atomic al oganessonului, ultimul element chimic (descoperit) din tabelul periodic al elementelor.

### Astronomie
- NGC 118, o galaxie spirală, situată în constelația Balena.
- 118 Peitho, o planetă minoră (asteroid) din centura principală.
- 118P/Shoemaker-Levy, o cometă descoperită de C. Shoemaker, E. Shoemaker și Levy.

## Alte domenii
O sută optsprezece se mai poate referi la: